# Piero di Cosimo de' Medici
Piero di Cosimo de' Medici, cunoscut și sub numele de Piero Gutosul (n. 19 septembrie 1416, Florența, Republica Florentină – d. 2 decembrie 1469, Florența, Republica Florentină), a fost conducătorul de facto al Florenței din anul 1464 până în anul 1469.

## Biografie
Piero s-a născut în Florența, și a fost fiul lui Cosimo de' Medici și a soției sale, Contessina de Bardi. În 1444, Piero s-a căsătorit cu înțeleapta și talentata Lucrezia Tornabuoni (1427 - 1482).
În timpul vieții tatălui său, Piero a jucat un rol extins datorită sănătății sale șubrede. În 1461, Piero a fost ultimul din familia Medici ales în funcția de gonfalonier.
Viața sa ca lider al Florenței a fost marcată de o tentativa de lovitură de stat condusă de Luca Pitti, Niccolo Soderini, Diotisalvi Neroni, Angelo Acciaiuoli și de verișorul său, Pierfrancesco de' Medici, cu ajutorul trupelor furnizate de Borso d'Este, Duce de Modena și Reggio, și comandate de fratele lui, Ercole d'Este. Piero a fost avertizat de Giovanni II Bentivoglio și a reușit să scape și datorită fiului său Lorenzo, care a reușit să-i descopere pe conspiratorii care îl așteptau pe Piero să-l captureze pe drumul spre Vila Medici de la Careggi. Lovitua de stat eșuată a fost repetată la Veneția, cu trupele comandate de Bartolomeo Colleoni. 
În 1467 Piero a trebuit să se confrunte cu un război împotriva Republicii Veneția, solicitând sprijinul lui Giangaleazzo Sforza, noul Duce de Milano. Cu toate acestea, armata venețiană comandată de Colleoni a fost învinsă în Bătălia de la Molinella de către liga formată de Florența, Napoli, Milano și Statele Papale.
El a continuat tradiția familiei în acordarea sprijinului în domeniul artelor. Gusturile sale erau mai eclectice decât cele ale tatălui său, extinzând creația către cea olandeză și flamandă.
De asemenea, el a continuat să colecționeze cărți rare. Deși nu a fost un bancher strălucitor ca tatăl său, el a fost capabil să facă treburile să funcționeze fără probleme. 
Piero a murit în anul 1469, din cauza gutei și a unei boli pulmonare, și a fost înmormântat la Biserica San Lorenzo, alături de fratele său Giovanni. Mormântul, comandat de cei doi fii ai lui, Lorenzo și Giuliano, a fost creat de Andrea del Verrocchio.